# Krušnohorská liga
Krušnohorská liga je soutěž v požárním útoku založená roku 1997, která sdružuje nejlepší sbory dobrovolných hasičů ze Severních Čech, nicméně soutěže se mohou účastnit i ostatní sbory z České republiky a Německa. Soutěž dostala svůj název podle Krušných hor v jejichž okolí se koná.
Za 1. místo v kategorii muži a 1. místo v kategorii ženy se uděluje putovní pohár Krušnohorské ligy.

## Historie
Krušnohorská liga (KL) je seriál soutěží v požárním útoku mužů a žen. Založena byla v roce 1997 a díky tomu se stala jednou z nejstarších lig v požárním útoku v České republice.
Své jméno získala díky Krušným Horám, právě v jejichž okolí se soutěže KL začaly konat. Postupně se ale KL rozšířila i do oblastí vzdálených několik desítek km od Krušných Hor, jako například okresy Plzeň sever, Rokycany, Rakovník a nebo Praha východ. KL sdružuje, z hlediska požárního sportu, nejlepší sbory dobrovolných hasičů ze severu Čech. Není však uzavřena jen pro ně, proto se jejích soutěží účastní sbory dobrovolných hasičů a hasičské záchranné sbory z celé České republiky a také z Německa.
Od prvopočátku se KL zaměřila především na atraktivitu královské disciplíny požárního sportu, jak je také požární útok označován. Pravidla soutěží se tedy podobala Extralize ČR v PÚ, tzn. sklopné terče, úzké hadice a hlavně co nejrychlejší časy. V roce 2006, v jubilejním X. ročníku, se ale KL rozhodla dát šanci i těm sborům, které přišly na chuť nástřikovým terčům. Až do roku 2013 se tak polovina soutěží konala na sklopné terče a polovina na nástřikové terče. Od roku 2014 se přešlo pouze na terče sklopné. V roce 2019 se poprvé KL přemístila do zahraničí, poprvé se konal jeden ze závodů KL v Německu v Grossolbersdorfu. Tato tradice stále pokračuje. KL překonala i covidové období 2020 – 2021, i přes omezený režim se závody konaly.
Od roku 2013 se pravidelně na konci sezóny pořádá slavnostní galavečer, v rámci kterého jsou oceněny nejlepší týmy daného ročníku.

## Vítězové ročníků
| Ročník | Muži          | Muži                   | Muži                   | Ženy                      | Ženy                   | Ženy                      |
| Ročník | Vítěz         | 2. místo               | 3. místo               | Vítěz                     | 2. místo               | 3. místo                  |
| ------ | ------------- | ---------------------- | ---------------------- | ------------------------- | ---------------------- | ------------------------- |
| 1997   | SDH Lhenice   | SDH Klášterec nad Ohří | SDH Duchcov            | SDH Benešov Nad Ploučnicí | SDH Hostomice          | SDH Malé Březno           |
| 1998   | SDH Lhenice   | SDH Duchcov            | SDH Štrbice            | SDH Benešov Nad Ploučnicí | SDH Klášterec nad Ohří | SDH Hostomice             |
| 1999   | SDH Lhenice   | SDH Duchcov            | SDH Klášterec nad Ohří | SDH Lhenice               | SDH Klášterec nad Ohří | SDH Meziboří              |
| 2000   | SDH Lhenice   | SDH Klášterec nad Ohří | SDH Počerady           | SDH Lhenice               | SDH Klášterec nad Ohří | SDH Benešov Nad Ploučnicí |
| 2001   | SDH Lhenice   | SDH Úherce             | SDH Lhenice B          | SDH Lhenice               | SDH Duchcov            | SDH Benešov Nad Ploučnicí |
| 2002   | SDH Úherce    | SDH Lhenice            | SDH Štrbice            | SDH Lhenice               | SDH Chrášťany          | SDH Duchcov               |
| 2003   | SDH Štrbice   | SDH Lhenice            | SDH Úherce             | SDH Lhenice               | SDH Úherce             | SDH Duchcov               |
| 2004   | SDH Štrbice   | SDH Chrášťany          | SDH Lhenice            | SDH Chrášťany             | SDH Duchcov            | SDH Lhenice               |
| 2005   | SDH Štrbice   | SDH Lhenice            | SDH Chrášťany          | SDH Duchcov               | SDH Lhenice            | SDH Unčín                 |
| 2006   | SDH Chrášťany | SDH Štrbice            | SDH Lhenice            | SDH Lhenice               | SDH Chrášťany          | SDH Duchcov               |
| 2007   | SDH Lhenice   | SDH Hrobce             | SDH Lhenice B          | SDH Chrášťany             | SDH Lhenice            | SDH Unčín                 |
| 2008   | SDH Hrobce    | SDH Chrášťany          | SDH Lhenice            | SDH Chrášťany             | SDH Křešice            | SDH Touchovice            |
| 2009   | SDH Lhenice   | SDH Hrobce             | SDH Štrbice            | SDH Hrobce                | SDH Chrášťany          | SDH Touchovice            |
| 2010   | SDH Lhenice   | SDH Štrbice            | SDH Chrášťany          | SDH Chrášťany             | SDH Křešice            | SDH Hrobce                |
| 2011   | SDH Lhenice   | SDH Štrbice            | SDH Chrášťany          | SDH Lhenice               | SDH Křešice            | SDH Chrášťany             |
| 2012   | SDH Štrbice   | SDH Lhenice B          | SDH Lhenice            | SDH Duchcov               | SDH Křešice            | SDH Touchovice            |
| 2013   | SDH Lhenice B | SDH Štrbice            | SDH Chrášťany          | SDH Lhenice               | SDH Křešice            | SDH Duchcov               |
| 2014   | SDH Slavětín  | SDH Lhenice            | SDH Štrbice            | SDH Chrášťany             | SDH Touchovice         | SDH Křešice               |
| 2015   | SDH Slavětín  | SDH Chrášťany          | SDH Štrbice            | SDH Chrášťany             | SDH Nové Dvory         | SDH Touchovice            |
| 2016   | SDH Chrášťany | SDH Slavětín           | SDH Štrbice            | SDH Chrášťany             | SDH Touchovice         | SDH Obora                 |
| 2017   | SDH Chrášťany | SDH Slavětín           | SDH Jimlín             | SDH Chrášťany             | SDH Touchovice         | SDH Sloup                 |
| 2018   | SDH Slavětín  | SDH Chrášťany          | SDH Předonín B         | SDH Chrášťany             | SDH Obora              | SDH Nové Dvory            |
| 2019   | SDH Slavětín  | SDH Chrášťany          | SDH Štrbice            | SDH Touchovice            | SDH Černčice           | SDH Štrbice               |
| 2020   | SDH Slavětín  | SDH Chrášťany          | SDH Jimlín             | SDH Černčice              | SDH Touchovice         | SDH Štrbice               |
| 2021   | SDH Jimlín    | SDH Slavětín           | SDH Chrášťany          | SDH Černčice              | SDH Touchovice         | SDH Obora B               |
| 2022   | SDH Chrášťany | SDH Jimlín             | SDH Slavětín           | SDH Černčice              | SDH Obora B            | SDH Duchcov               |
| 2023   | SDH Slavětín  |                        |                        | SDH Černčice              |                        |                           |

## Rekordy
| Pořadí | Nejrychlejší časy | Nejrychlejší časy | Nejrychlejší časy | Nejrychlejší časy | Nejrychlejší časy | Nejrychlejší časy | Nejrychlejší časy | Nejrychlejší časy |
| ------ | ----------------- | ----------------- | ----------------- | ----------------- | ----------------- | ----------------- | ----------------- | ----------------- |
|        | Sklopné terče     | Sklopné terče     | Sklopné terče     | Sklopné terče     | Nástřikové terče  | Nástřikové terče  | Nástřikové terče  | Nástřikové terče  |
|        | Muži              | Muži              | Ženy              | Ženy              | Muži              | Muži              | Ženy              | Ženy              |
|        | Tým               | Čas (s)           | Tým               | Čas               | Tým               | Čas               | Tým               | Čas (s)           |
| 1.     | SDH Chrášťany     | 14.60             | SDH Chrášťany     | 16.01             | SDH Lhenice B     | 19.96             | SDH Touchovice    | 21.93             |
| 2.     | DDM Armex Dečín   | 14.72             | SDH Chrášťany     | 16.07             | SDH Lhenice       | 20.86             | SDH Křešice       | 22.94             |
| 3.     | SDH Slavětín      | 14.81             | SDH Chrášťany     | 16.16             | SDH Lhenice       | 21.27             | SDH Křešice       | 24.08             |
| 4.     | SDH Slavětín      | 14.96             | SDH Chrášťany     | 16.28             | SDH Lhenice       | 21.35             | SDH Křešice       | 24.34             |
| 5.     | SDH Chrášťany     | 14.98             | SDH Chrášťany     | 16.28             | SDH Hrobce        | 21.68             | SDH Lhenice       | 24.37             |
| 6.     | SDH Chrášťany     | 14.98             | SDH Chrášťany     | 16.29             | SDH Štrbice       | 21.87             | SDH Lhenice       | 24.42             |
| 7.     | SDH Slavětín      | 15.00             | SDH Chrášťany     | 16.35             | PS Předonín       | 21.90             | SDH Lhenice       | 24.59             |
| 8.     | SDH Chrášťany     | 15.00             | SDH Chrášťany     | 16.38             | SDH Lhenice       | 22.04             | SDH Touchovice    | 24.66             |
| 9.     | SDH Jimlín        | 15.09             | SDH Chrášťany     | 16.41             | SDH Slavětín      | 22.06             | SDH Křešice       | 24.97             |
| 10.    | SDH Chrášťany     | 15.11             | SDH Chrášťany     | 16.43             | SDH Štrbice       | 22.08             | SDH Křešice       | 25.04             |